# 논리 분석기

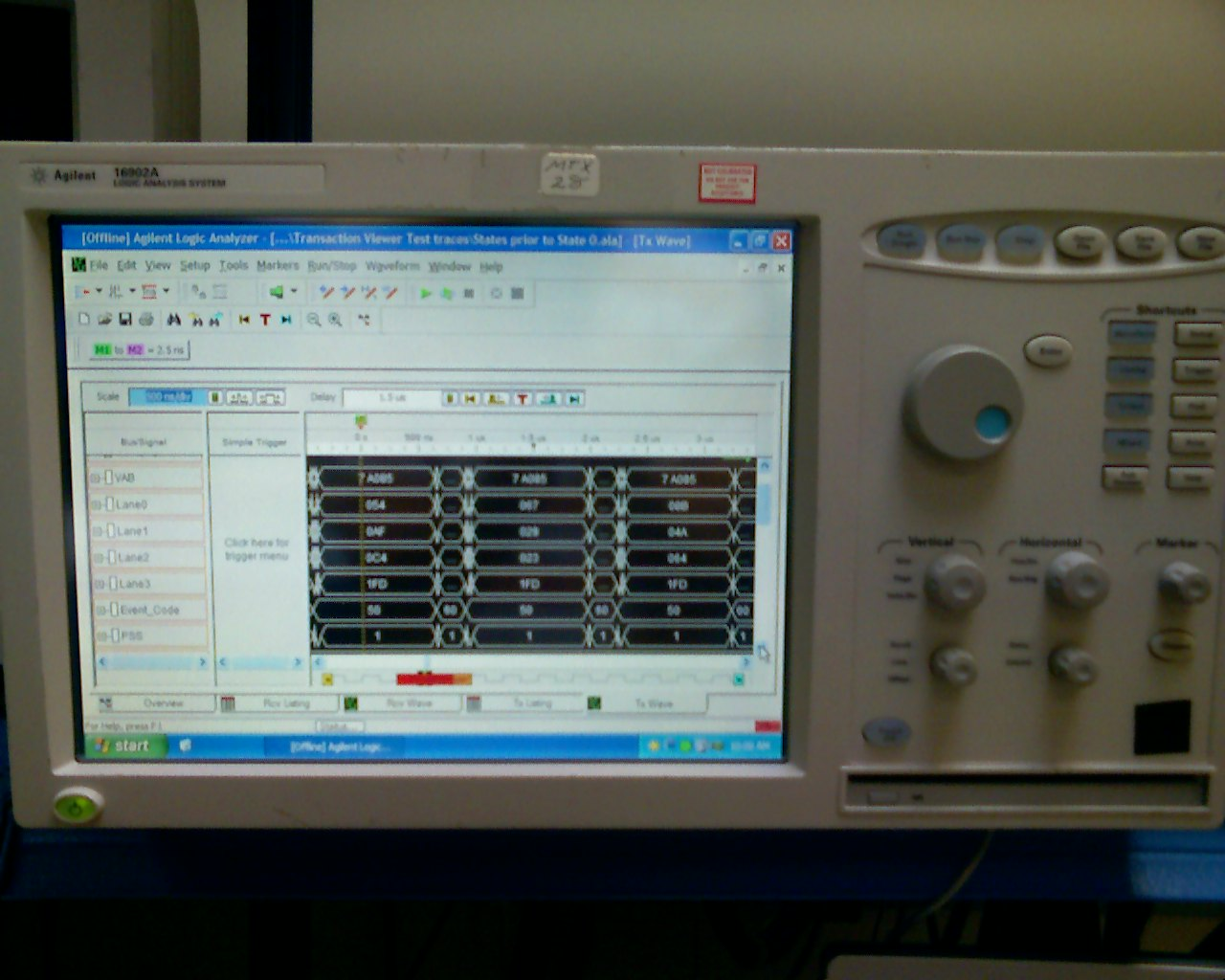
에질런트(Agilent) 16902A 논리 분석기, 2007년.

논리 분석기(또는 로직 애널라이저, 영어: logic analyzer)는 디지털 회로 또는 디지털 시스템으로부터 입력된 여러개의 디지털 신호를 수집하여 저장하고, 원하는 시점에 표시장치에 표시하는 전자 계측기이다. 여러개의 디지털 신호를 시간축에 대해 동시에 수집하여 표시한다.
논리 상태 H와 L만을 표시하고, 동시에 여러개의 논리 신호를 표시하므로 신호간의 비교 분석이 용이하다. 마이크로프로세서 시스템 같은 버스(데이터, 주소)나 논리회로 또는 통신 시스템의 복잡한 논리 상태를 표시하기 위해 버스 형태를 정의할 수 있고 표시할 수 있다. 이때의 버스는 신호 라인과 숫자를 동시에 표시한다. 각 신호 라인에 대해, 하나 또는 버스 단위로 이름(label)을 부여하고 표시할 수 있다.
신호 수집과 저장할 때 신호 포착의 시점을 결정하기 위해 트리거 이용할 수 있으며, 다양한 형태로 정의할 수 있다. 하나의 신호에 대해서도 부여할 수 있고, 버스의 값으로도 트리거 상태를 부여할 수 있다. 동시에 여러개의 트리거 상태를 설정하고 논리 상태로 묶어 복잡한 트리거 구성을 통해 원하는 시점을 비교적 다양하게 설정할 수 있다.
오실로스코프가 2 또는 4개 정도의 신호를 시간 축에 대해 신호 모양까지 자세히 표시 한다면, 논리 분석기는 논리 상태만을 표시한다. 오실로스코프 보다 신호 개수는 많아서 복잡한 논리 회로 계측에 유리하다. 최근에 오실로스코프가 논리 신호 입력 포트를 추가하여 아날로그신호와 동시에 표시하는 계측기도 있다. 보통 전용 논리 분석기 보다 논리 신호 입력 개수는 상대적으로 제한적이다. 복합신호 분석에 유리하다.

## 같이 보기
- 오실로스코프
- 스펙트럼 애널라이저